# Gideon la Nona
Gideon la Nona (Gideon the Ninth) è un romanzo fantasy e fantascientifico del 2019 della scrittrice neozelandese Tamsyn Muir. È il romanzo d'esordio di Muir e il primo della serie Il sepolcro sigillato (The Locked Tomb), seguito da Harrow la Nona (2020), Nona the Ninth (2022) e Alecto the Ninth (2024).

## Ambientazione
Gideon la Nona è ambientato in un impero composto da nove pianeti, ognuno dei quali ospita una grande casata che pratica un particolare tipo di necromanzia. Sebbene esista una tecnologia avanzata, le Nove Casate si basano principalmente sulla necromanzia e il combattimento avviene con armi bianche e da mischia che completano le abilità dei necromanti. L'Imperatore è immortale ed è adorato come un dio. Egli guida potenti necromanti immortali (conosciuti come "Littori" o "Santi") e il suo esercito (conosciuto come la "Coorte") in guerre contro dei non meglio specificati nemici. L'Imperatore invita gli eredi delle Nove Casate e le loro guardie del corpo (chiamate paladini) a sottoporsi a un processo per diventare nuovi Littori.
La narrazione inizia sul pianeta della Nona Casa. La Nona Casa si basa su un culto mistico-mortuario costruito attorno al più grande nemico dell'Imperatore che si trova seppellito in una tomba (la Tomba Sigillata, appunto), sul pianeta della Nona Casa. La località si chiama Drearburh. Diecimila anni prima, dopo che l'Imperatore ebbe rinchiuso il suo anonimo nemico dentro questa tomba, incaricò gli abitanti della Nona Casa di custodirla per sempre e impedirne l'apertura.
La Nona Casa ha una popolazione bassissima e molto anziana, e da diciotto anni non nascono più bambini.

## Trama
La protagonista, Gideon Nav, è un'orfana adottata dalla Nona casa. Gideon è cresciuta in servitù a contratto e detesta la Nona Casa. Fin da piccola si allena coma spadaccina e sogna di unirsi alla Coorte. Il suo ultimo tentativo di fuga viene sventato dalla sua nemesi, Harrowhark "Harrow" Nonagesimus, signora della Nona Casa.
Gideon e Harrow sono gli unici abitanti della Nona Casa sotto i trent'anni.
Con un tranello, Harrow costringe Gideon a diventare la sua paladina e seguirla in una missione nella Prima Casa, dove tutti gli eredi delle Nove Case sono stati convocati dall'Imperatore per una sfida che, se vinta, permetterà loro di diventare Littori.
Harrow e Gideon si recano nella Casa di Canaan, un palazzo in decomposizione sul pianeta della Prima Casa, dove incontrano gli eredi e i paladini delle altre Case. Le Case hanno il compito di esplorare il complesso per scoprire segreti e conoscenze sulla necromanzia che riveleranno come diventare Littore. Harrow inizialmente tratta Gideon come sufficienza e lavora da sola mentre Gideon vaga per la Casa di Canaan e interagisce con le altre Case. Quando Harrow scompare, Gideon si allea con la Sesta Casa per trovarla e salvarla da uno scantinato segreto. A questo punto si rendono conto che necromante e paladino di ogni Casa devono collaborare, se vogliono raggiungere l'obiettivo, e Harrow e Gideon si alleano a malincuore. Fanno rapidi progressi nelle prove grazie all'eccezionale abilità di Harrow nella necromanzia e alle abilità di combattimento di Gideon.
Diventa chiaro che la Casa di Canaan è progettata per impedire a una qualsiasi delle Nove Case di avere successo senza collaborare o combattersi a vicenda. A seguito di una serie di morti sospette, le Case sospettano che uno o più di loro stiano dando la caccia agli altri. Le Case sopravvissute si rivolgono a corruzione, ricatto e alleanze instabili. La relazione tra Gideon e Harrow raggiunge il punto più basso a causa dell'infatuazione di Gideon per l'erede malata terminale della Settima Casa, Dulcinea Septimus. Gideon accusa pubblicamente Harrow degli omicidi dopo aver scoperto nell'armadio di Harrow la testa mozzata del paladino Protesilaus della Settima Casa, ma l'erede della Settima Casa offre una spiegazione necromatica per la morte del suo cavaliere.
Harrow decide di riconciliarsi con Gideon attraverso l'onestà. Rivela che la contaminazione batterica dell'aria avvenuta diciassette anni prima nella nursey della Nona Casa, che ha ucciso tutti i bambini, neonati e adolescenti del pianeta, non è stato un incidente ma un sacrificio umano intenzionale da parte della sua famiglia. Uccidere duecento bambini in un solo momento avrebbe permesso alla madre e al padre di Harrow di concepire sicuramente e contemporaneamente un necromante, che fosse anche abbastanza potente da salvare la Nona casa dal fallimento economico e politico. La piccola Gideon, che aveva due anni, in qualche modo sopravvisse alla contaminazione batterica e da allora venne sempre guardata con sospetto e paura da parte della Nona Casa, soprattutto da parte di Harrow. Harrow si è sempre sentita in colpa per questa verità, e questo l'ha portata, a dieci anni, a violare la Tomba Sigillata, dove si è innamorata del cadavere immacolato della bella ragazza sepolta all'interno. La famiglia di Harrow morì suicida dopo aver scoperto la sua violazione; Harrow, dalla morte dei genitori, guida segretamente la Nona Casa.
Gideon e Harrow si scusano per il trattamento reciproco. Harrow riconosce Gideon come sua amica e si impegnano a una nuova alleanza: "Una carne, una fine".
L'erede della Terza Casa, Ianthe Tridentarius, riesce a capire come vengono creati i Littori: il necromente deve estrarre e divorare l'anima del suo paladino, integrandola come fonte di energia praticamente infinita e acquisendo le abilità di combattimento del paladino. Mentre Harrow e Gideon, e i membri delle altre Case, trovano il rituale orribile, Ianthe uccide il suo cavaliere senza esitazione e diventa Littrice.
Dulcinea Septimus, l'erede alla Settima Casa si rivela un'impostora. Dietro gli omicidi si cela infatti Cytherea la Prima, settima Littrice dell'Imperatore, che aveva ucciso Dulcinea, assumendone le sembianze, e il suo paladino Protesilaus prima ancora di arrivare alla Casa di Canaan. Cytherea soffre di cancro al sangue da diecimila anni e ora vuole uccidere l'Imperatore. Lo scopo di Cytherea è attirare l'Imperatore nella Casa di Canaan da solo, lontano dai suoi Littori e dalla Coorte, rimanendo vulnerabile. I sopravvissuti combattono in tutta la Casa di Canaan, ma Cytherea sembra invincibile. Proprio mentre Harrow sta per soccombere, Gideon decide di sacrificarsi per permettere a Harrow di diventare Littrice e sopravvivere. Harrow uccide Cytherea prima di perdere i sensi.
Harrow si sveglia sull'ammiraglia dell'Imperatore; lei e Ianthe sono le uniche sopravvissute confermati di Canaan House. Harrow implora l'imperatore di resuscitare Gideon, ma scopre che l'anima di Gideon è irreversibilmente fusa con la sua e che il processo di Littore non può essere invertito. L'Imperatore rivela che l'Impero è in declino e la maggior parte dei Littori è caduta in battaglia o è impazzita, come Cytherea. Egli promette di riportare la Nona Casa alla gloria, e in cambio Harrow accetta di servire l'Imperatore come Harrowhark la Prima.

## Stile
Lo stile di Gideon la Nona è rilevante soprattutto per la sua scrittura, che mescola il gothic horror con l'umorismo contemporaneo. Muir riconosce che la sua scrittura "include meme e battute inutili per il lettore che nessuno nel mio universo capirebbe". Nella sua recensione per Vox, Constance Grady ha elogiato la capacità di Muir di far scorrere la sua "voce senza soluzione di continuità dalla modalità gotica di Lovecraft a una modalità gergale contemporanea senza mai sottovalutare l'una o l'altra per una commedia a buon mercato". Adam Rowe su Forbes ha anche commentato l'incorporazione da parte di Muir dei "tic linguistici del 2019". Nell'intervista di Rowe con Muir, Muir ha detto che il "tono irriverente" aveva lo scopo di "bilanciare l'aspetto horror e alcuni degli stili più pesanti e più "gormenghastici" ". La recensione di Jason Sheehan su NPR dice del genere del romanzo: " Gideon la Nona è troppo divertente per essere horror, troppo appiccicoso per essere fantascienza, ha troppe astronavi e porte automatiche per essere fantasy e ha smembramenti molto più sanguinosi di una storia d'amore da salotto media."
Muir si è consultato con la scrittrice, artista marziale HEMA e schermitrice Lissa Harris su rappresentazioni realistiche del combattimento con la spada e del combattimento. La collaborazione si riflette nel viaggio di Gideon che passa dalla spada lunga di un soldato allo stocco di un duellante. La stessa Harris è passata dalla scherma alla spada lunga. Harris ha detto che Gideon è una "combattente diabolicamente talentuosa che è costretto a utilizzare strumenti nuovi e sconosciuti e deve sacrificare una certa sottigliezza a favore di una rozza efficacia".

## Accoglienza
Gideon la Nona è stato nominato uno dei migliori libri del 2019 da diverse pubblicazioni e organizzazioni, tra cui NPR, Vox, the New York Public Library, Wired, Polygon, Paste, Shelf Awareness, Book Riot, e Gizmodo Australia, ed è stato selezionato dagli editori di Amazon come il miglior libro di fantascienza e fantasy del 2019. Ha ricevuto conferme dagli autori V. E. Schwab, Charles Stross, Robin Sloan, Warren Ellis, Martha Wells, Amal El-Mohtar, Kiersten White, Annalee Newitz, Genevieve Cogman, Kameron Hurley, Django Wexler, Yoon Ha Lee, Rebecca Roanhorse, Richard Kadrey, Rin Chupeco, Max Gladstone e Brooke Bolander .
Sul New York Times, El-Mohtar ha definito Gideon la Nona un "debutto devastante che merita ogni grammo di clamore che ha ricevuto" e lo ha elogiato come "abile, teso e suggestivo, avvincentemente coinvolgente e selvaggiamente originale".
Liz Bourke e Carolyn Cushman hanno dato una recensione più critica su Locus, dicendo che il romanzo ha fallito "nel suo interrogatorio sulla relazione centrale odio-co-dipendenza-bisogno tra Gideon e Harrow". Nonostante ciò, Gideon la Nona ha vinto il Locus Award 2020 come miglior primo romanzo .
Il romanzo è stato anche selezionato per il Nebula Award 2020 come miglior romanzo, il World Fantasy Award 2020, e l'Hugo Award 2020 come miglior romanzo.
Nel 2021, NPR ha elencato Gideon la Nona and la serie The Locked Tomb fra i 50 migliori libri di fantascienza e fantasy degli anni 2010.

## Edizioni
- Tamsyn Muir, Gideon the Ninth, Tordotcom, 2019
- Tamsyn Muir, Gideon la Nona, Mondadori, 2020
- Tamsyn Muir, Harrow the Ninth, Tordotcom, 2020
- Tamsyn Muir, Harrow la Nona, Mondadori, 2021